# 아드리안 에스쿠데로
아드리안 에스쿠데로 가르시아(스페인어: Adrián Escudero García; 1927년 11월 24일, 마드리드 주 마드리드 ~ 2011년 3월 7일, 마드리드 주 마드리드)는 스페인 국적의 축구 선수로, 포지션은 공격수이다.
13년 동안 라 리가에서 활약했으며 아틀레티코 마드리드에서만 최소 350경기 이상 출전하여 170골을 넣은 클럽 최다 득점자 순위 2위에 해당하는 클럽 전설중의 한 명이다.
2011년 3월 7일 에스쿠데로는 고향 마드리드에서 향년 83세로 영면에 들었다.